# Кищинцы
Кищинцы (укр. Кищинці) — село, входит в Фастовский район Киевской области Украины.
Население по переписи 2001 года составляло 336 человек. Почтовый индекс — 08554. Телефонный код — 4565. Занимает площадь 2,06 км². Код КОАТУУ — 3224983501.

## Местный совет
с.Кищинці, вул.Островського,11в  (укр.)